# Луиза Шлезвиг-Гольштейн-Зондербург-Плёнская
Принцесса Луиза Альбертина Шлезвиг-Гольштейн-Зондербург-Плёнская (дат. Princess Luise Albertine af Slesvig-Holsten-Sønderborg-Plön; 21 июля 1748, Плён — 2 марта 1769, Балленштедт, Ангальт-Бернбург, Священная Римская империя) — член датской королевской семьи, супруга Фридриха Альберта, князя Ангальт-Бернбургского.

## Биография

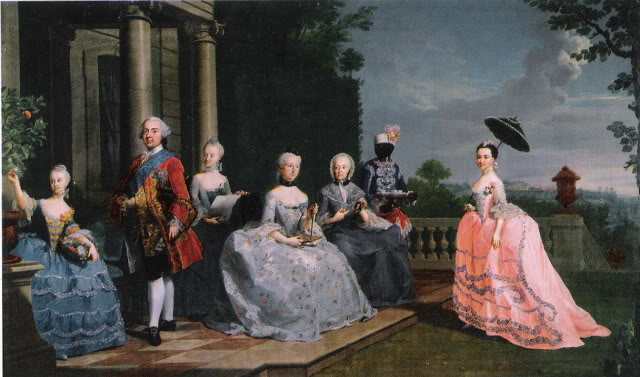
Луиза Альбертина (крайняя справа) в кругу семьи на картине Иоганна Генриха Тишбейна (старшего) (1759)

Была пятым ребёнком и четвёртой дочерью в семье герцога Фридриха Карла и датской графини Кристины Армгард фон Ревентлов, племянницы королевы Дании и Норвегии Анны Софии Ревентлов.
Плён был маленьким суб-герцогством и не имел независимости, существуя в рамках государственной структуры герцогств Шлезвиг и Гольштейн. Фридрих Карла, не имея потомков мужского пола, заключил в 1754 году соглашение с датским королём, согласно которому Плён после его смерти должен был быть объединён с королевской частью Гольштейна. Данное соглашение списало долг герцога и предоставило ему неограниченный кредит у датского короля.
В возрасте 13 лет Луиза Альбертина потеряла отца. Плёнское герцогство отошло датской короне. Семье было разрешено пожизненное проживание в Плёнском замке.
4 июня 1763 года в возрасте 14 лет Луиза Альбертина вышла замуж за 27-летнего принца Фридриха Альберта в Аугустенборге. Супруги создали собственный двор в городке Балленштедт, который Фридрих Альбрехт украсил по своему вкусу. В мае 1865 года муж Луизы Альбертины стал правящим князем, а сама она — княгиней-консортом. Менять резиденцию не стали, оставшись в Балленштедте. Правителя изображали как одного из самых справедливых, доброжелательных и активных властителей того времени.
В браке с ним родилось двое детей:
- князь Алексиус Фридрих Кристиан Ангальт-Бернбургский (1767—1834)
- Принцесса Паулина Ангальт-Бернбургская (1769—1820)

В 1765 году её муж наследовал титул Ангальт-Бернбург у своего отца, Виктора II Фредерика.
Умерла от кори через неделю после рождения дочери, 2 марта 1769 года в Балленштедте. Похоронена в склепе замковой церкви св. Эгидиена в Бернбурге.
Фридрих Альбрехт больше не женился, но имел внебрачную дочь от любовницы.